# وورونتسی
وورونتسی (به لاتین: Vorontsy) یک منطقهٔ مسکونی در روسیه است که در استان آرخانگلسک واقع شده‌است.